# Brad Hand
Bradley Richard "Brad" Hand, född den 20 mars 1990 i Minneapolis i Minnesota, är en amerikansk professionell basebollspelare som spelar för Philadelphia Phillies i Major League Baseball (MLB). Hand är vänsterhänt pitcher.
Hand har tidigare spelat för Florida/Miami Marlins (2011–2015), San Diego Padres (2016–2018), Cleveland Indians (2018–2020), Washington Nationals (2021), Toronto Blue Jays (2021) och New York Mets (2021). Han har tagits ut till MLB:s all star-match tre gånger och till All-MLB Second Team en gång. Han har en gång haft flest saves i MLB.